# Birmingham Civil Rights National Monument

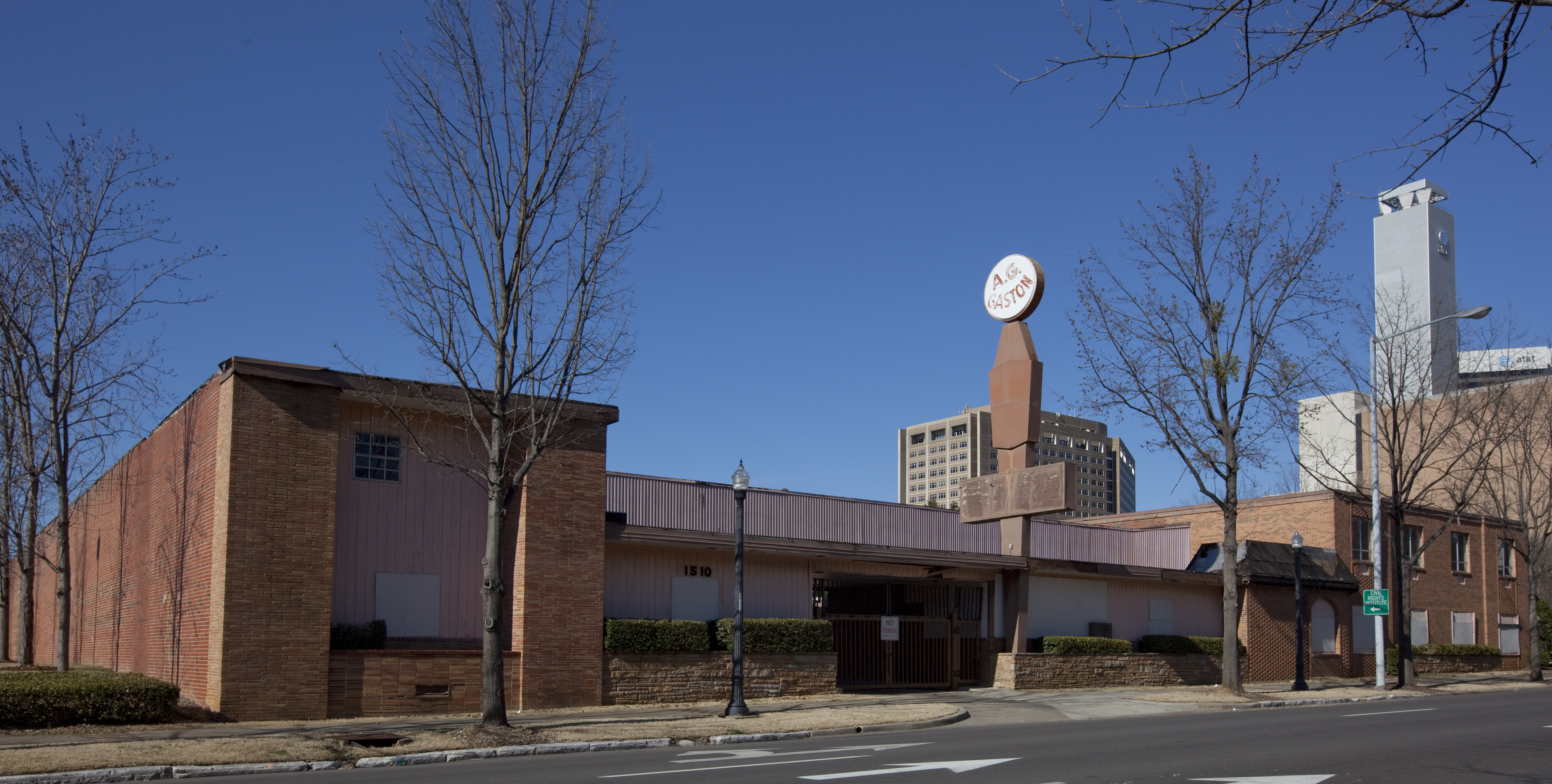
Gaston Motel im Birmingham Civil Rights National Monument

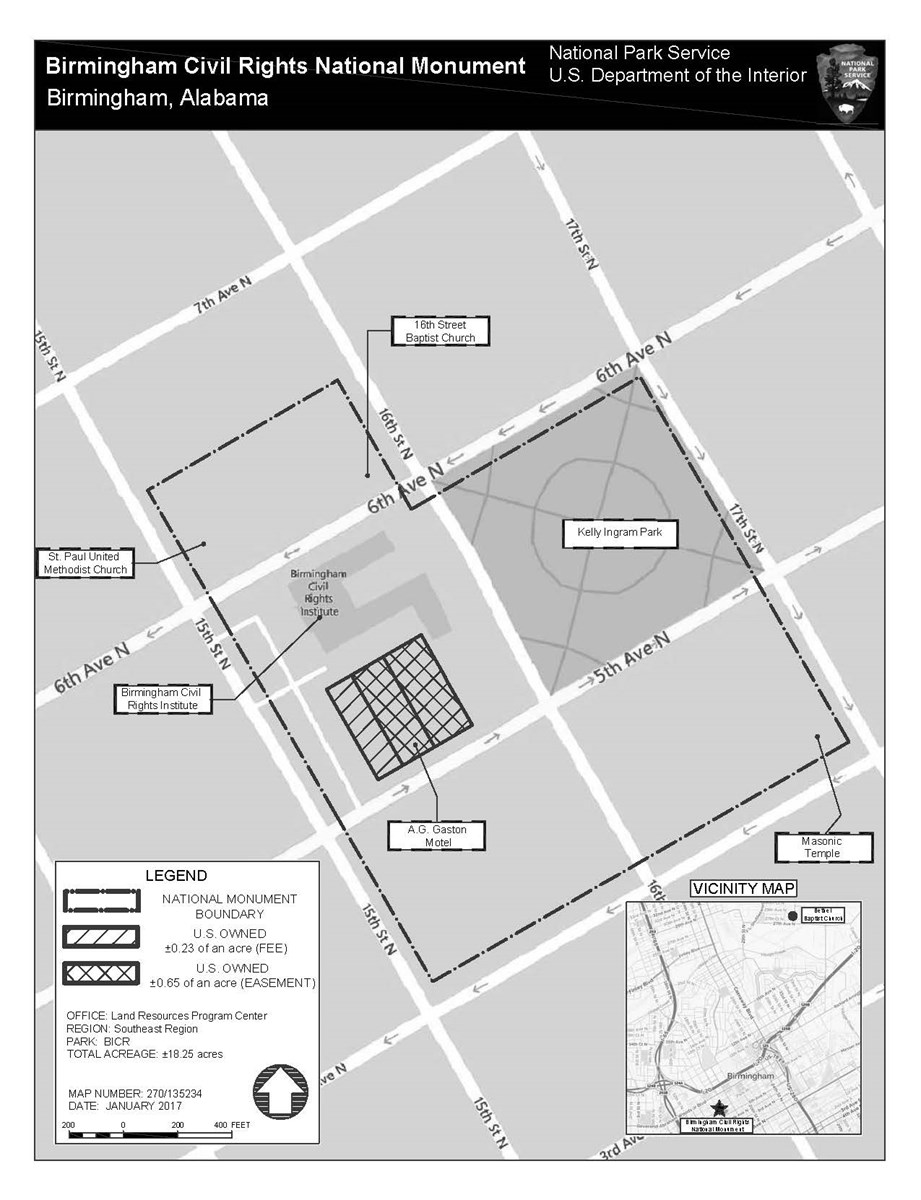
Karte des National Monuments

Das Birmingham Civil Rights National Monument ist ein US-amerikanisches National Monument in Birmingham (Alabama). Es erinnert an die Amerikanische Bürgerrechtsbewegung. 
Das Monument wurde am 12. Januar 2017 von Präsident Barack Obama durch eine Presidential Proclamation mit einer Flächengröße von rund 7 ha ausgewiesen. Kern ist das ehemalige Gaston Motel und die 16th Street Baptist Church. Im Gaston Motel befand sich 1963 der Sitz der von Martin Luther King, Fred Shuttlesworth und Ralph Abernathy geführten Birmingham campaign der Southern Christian Leadership Conference gegen die extreme Rassentrennung in Birmingham. Bei Protesten im Mai 1963 wurden über tausend Personen verhaftet. In der 16th Street Baptist Church kam es am 15. September 1963 zu einem rassistisch motivierten Bombenanschlag, bei dem vier Mädchen ums Leben kamen. 
Innerhalb des Monuments, das unter der Verwaltung des National Park Service steht, befindet sich auch das Birmingham Civil Rights Institut. Das Monument liegt im 1992 von der Stadt Birmingham ausgewiesenen 15 ha großen Birmingham Civil Rights District. Das Motel und die Kirche wurde auch als National Historic Landmark ausgewiesen und im National Register of Historic Places gelistet.